# Eutrema lowndesii
Eutrema lowndesii là một loài thực vật có hoa trong họ Cải. Loài này được (H.Hara) Al-Shehbaz & Warwick mô tả khoa học đầu tiên năm 2005.